# Ramal ferroviario Los Toldos-Roberts-Ojeda-Ingeniero Luiggi
El Ramal Los Toldos - Roberts - Ojeda - Ingeniero Luiggi pertenece al Ferrocarril Domingo Faustino Sarmiento, Argentina. También se la conoce como Vía Chancay.

## Ubicación
Se halla en las provincias de Buenos Aires y La Pampa. Tiene una extensión de 321 km y une las ciudades de Los Toldos e Ingeniero Luiggi.

## Servicios
Es un ramal secundario de la red, no presta servicios de pasajeros ni de carga. Sus vías están concesionadas a la empresa FerroExpreso Pampeano S.A..
Solo se encuentra activo el tramo entre Ojeda e Ingeniero Luiggi.

## Historia
El ramal fue construido por la empresa Ferrocarril Oeste de Buenos Aires entre 1909 y 1910.

## Imágenes

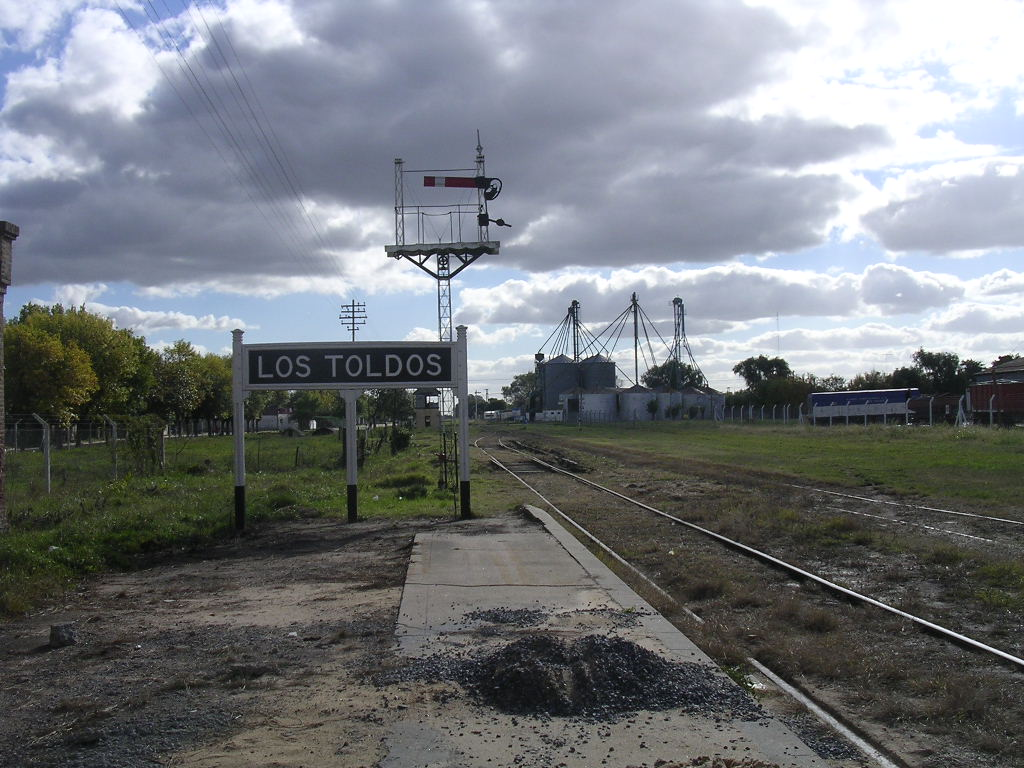
Los Toldos
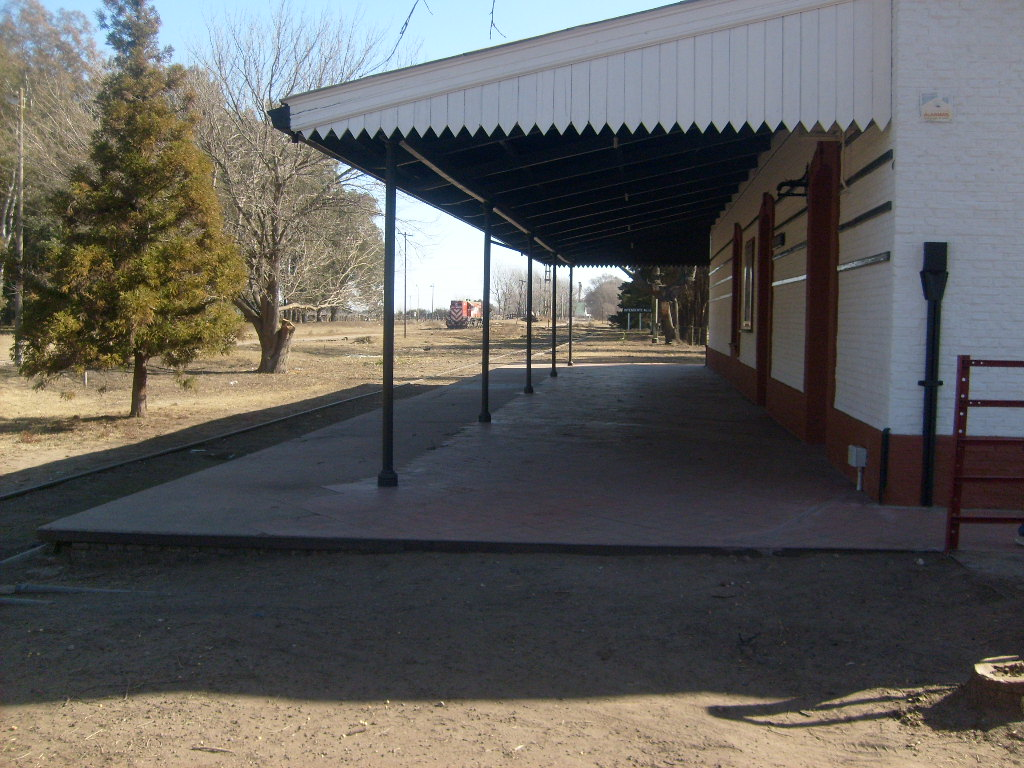
Intendente Alvear